# 京都市営バス西賀茂営業所
京都市営バス西賀茂営業所（きょうとしえいバスにしがもえいぎょうしょ）は、京都市北区西賀茂山ノ森町にあり、北区、左京区と市内中心部を結ぶ路線を担当している京都市営バスの営業所。
2024年4月1日から整備も京都市交通局の直営になった。操車業務は、衣笠操車場（最寄停留所は立命館大学前）でも行なう。本項目では、前身となった上堀川営業所についても記載する。

## 沿革
- 1970年（昭和45年）12月21日：上堀川営業所を廃止し、京都市営バス西賀茂営業所を開設する。
- 1979年（昭和54年）5月21日：八条営業所、北野支所の廃止および洛西営業所の開設に伴い、1, 2, 旧6, 9, 37, 37甲、46, 54甲乙、76, 76甲号系統の運行営業所となる。
- 1981年（昭和56年）5月29日：地下鉄烏丸線開業に伴う路線再編により、1, 9, 12, 15, 37, 46, 54, 67号系統の運行営業所となる。
- 1986年（昭和61年）3月31日：烏丸営業所から51, 北2, M1の各系統が移管となる。
- 1997年（平成9年）10月12日：54, 北2号系統が廃止となる。
- 1999年（平成11年）3月22日：梅津営業所から55号系統が移管となる。
- 2001年（平成13年）3月24日： 4, 6号系統が九条営業所から移管となる。
- 2004年（平成16年）11月1日：6号系統を横大路営業所に移管する。
- 2006年（平成18年）3月11日：51号系統を梅津営業所に移管する。
- 2007年（平成19年）3月10日：12, M1号系統を梅津営業所に、15, 55号系統を九条営業所に、それぞれ移管する。5, 31, 65号系統が九条営業所から移管となる。4, 5, 31, 65, 67号系統を京都バスに委託する。
- 2014年（平成26年）3月22日：5, 31, 65系統を九条営業所（京阪バス）に、特37系統を烏丸営業所に移管する。12系統が梅津営業所（京阪バス）から、15, 51, 55系統が九条営業所（京阪バス）から移管となる。4, 67系統を直営にする。京都バスの委託は廃止となる。
- 2024（令和6）年6月1日：快速9，102系統を新設する[1]。

## 担当系統
- 1979年5月 - 1981年5月：1、2、6、9、37、37甲、46、54甲、54乙、76、76甲
- 1981年5月 - 1986年3月：1、9、12、15、37、46、54、67
- 1986年3月 - 1997年10月：1、9、12、15、37、46、51、54、67、北2、M1
- 1997年10月 - 1999年3月：1、9、12、15、37、46、51、67、M1
- 1999年3月 - 2001年3月：1、9、12、15、37、46、51、55、67、M1
- 2001年3月 - 2004年11月：1、4、6、9、12、15、37、46、51、55、67、M1
- 2004年11月 - 2006年3月：1、4、9、12、15、37、46、51、55、67、M1
- 2006年3月 - 2007年3月：1、4、9、12、15、37、46、55、67、M1
- 2007年3月 - 2014年3月
  - 本局：1、9、37、46
  - 京都バス委託：4、5、31、特37、65、67
- 2014年3月 - 2024年5月 ：1、4、9、12、15、37、46、51、55、67
- 2024年6月 - ：1、4、9、快速9、12、15、37、46、51、55、67、102[2]

## 現行路線

### 1号系統
経路
- 1号：西賀茂車庫前 - 紫野泉堂町 - 佛教大学前 - 千本北大路 - 北大路バスターミナル - 洛北高校前 - 新葵橋（ → 河原町今出川 → ／ ← ）出町柳駅前

概要
1号系統は、西賀茂車庫を起点とし、佛教大学、北大路通、下鴨神社を経由して出町柳駅に達する、全長約8kmの路線である。路線名は紫野線である。西賀茂地区から地下鉄烏丸線（北大路駅）や京阪鴨東線（出町柳駅）への連絡路線としての性格が強い。かつては三条京阪前まで運行され、出町柳駅行は特1号系統として運行されていた。
沿革（旧9、旧17号系統含む）
- 1937年
  - 4月：（旧）17号系統を新設する。新設時の経路は、千本北大路 - 南木ノ畑町（現：佛教大学前） - 鷹ヶ峯（現：鷹峯源光庵前）である。
  - 7月：（旧）9号系統を新設する。新設時の経路は、上賀茂御薗橋 - 紫竹上竹殿町 - 大宮国民学校前 - 玄琢下 - 鷹ヶ峯 - 千本北大路である。
  - 8月：（旧）17号系統は、鷹ヶ峰 - 釈迦谷口を延長する。
- 1941年
  - 8月：（旧）1号系統を新設する。新設時の経路は、上賀茂御薗橋 - 紫竹上竹殿町 - 今出川大宮 - 烏丸今出川である。
  - 9月
    - （旧）9号系統は玄琢下 - 千本北大路間を廃止する。
    - （旧）17号系統は鷹ヶ峰土天井町（現：土天井町） - 釈迦谷口を鷹ヶ峰土天井町 - 玄琢に変更する。
- 1943年6月
  - （旧）1号系統を廃止する。
  - （旧）9号系統を1号系統に系統番号を変更する。
  - 1甲号系統を新設する。新設時の経路は、上賀茂御薗橋 - 烏丸今出川 - 今出川大宮 - 紫竹上竹殿町である。
  - （旧）17号系統を1乙号系統に系統番号を変更する。
- 1944年
  - 2月：1号・1甲号系統の上賀茂神社前 - 玄琢下を、上賀茂御薗橋 - 紫竹上竹殿町 - 今出川大宮 - 烏丸今出川に変更する。
  - 5月：1号系統を廃止し、1甲号系統を1号系統に、1乙号系統を1甲号系統に系統番号を変更する。
- 1947年
  - 2月：1号系統を休止する。
  - 11月：1号系統を廃止し、1甲号系統を1号系統に系統番号を変更する。南木ノ畑町 - 玄琢下を、南木ノ畑町（ ← 大宮泉堂町（現：紫野泉堂町）← ）玄琢に変更する。
- 1949年6月：烏丸車庫前（現：北大路バスターミナル）- 千本北大路間を延長する。
- 1951年10月：北大路新町 - 玄琢を、北大路新町 - 元町 - 大宮泉堂町（ → 南木ノ畑町 → ）玄琢に変更する。
- 1952年3月：三条京阪前 - 市電洛北高校前（現：洛北高校前）- 烏丸車庫前間を延長する。
- 1958年10月：若松町 - 三条京阪前間を延長する。
- 1973年
  - 6月：北大路新町 - 元町 - 上堀川を、北大路新町 - 北大路堀川 - 上堀川に変更する。
  - 11月：西賀茂車庫前 - 大宮総門口町 - 玄琢下間を延長、三条京阪南口 - 若松町間を廃止する。起終点を変更する。
    - 三条京阪南口行：西賀茂車庫前 → 玄琢下 → 紫野泉堂町 → 南木ノ畑町 → 鷹峯源光庵前 → 玄琢下 → 紫野泉堂町 → 上堀川 → 北大路堀川 → 三条京阪南口
    - 西賀茂車庫前行：三条京阪南口 → 北大路堀川 → 上堀川 → 紫野泉堂町 → 南木ノ畑町 → 鷹峯源光庵前 → 玄琢下 → 西賀茂車庫前
- 1981年5月：北1号系統を新設し、玄琢下 - 北大路堀川を玄琢下 - 千本北大路 - 北大路堀川に変更する。
- 1990年5月：特1号系統を新設する。新設時の経路は、西賀茂車庫前 -（1号系統）- 新葵橋（ → 河原町今出川 → ／ ← ）出町柳駅前である。
- 1997年10月：特1号系統を廃止する。
- 2001年3月：新葵橋 - 三条京阪前を、新葵橋（ → 河原町今出川 → ／ ← ）出町柳駅前に変更する。
- 2008年1月：臨1号系統を新設する。新設時の経路は、出町柳駅前 →（直行）→ 北大路バスターミナル →（直行）→ 佛教大学前である。佛教大学開校日の平日のみ運転する。
- 2017年3月18日：臨1号系統を廃止する。

### 4号系統
経路
- 4号：西賀茂車庫前 - 御薗口町 - 上賀茂神社前 - 下岸町 - 上賀茂松本町 - 深泥池 - 北山駅前 - 神殿町 - 洛北高校前 - 出町柳駅前 - 河原町今出川 - 四条河原町 - 京都駅前
- 特4号：西賀茂車庫前 - 御薗口町 - 上賀茂神社前 - 下岸町 - 上賀茂小学校前 - 深泥池 - 北山駅前 - 松ヶ崎駅前 - 左京区総合庁舎前 - 洛北高校前 - 出町柳駅前 - 河原町今出川 - 四条河原町 - 京都駅前

概要
4号系統は、西賀茂車庫から、西賀茂橋、下鴨本通、河原町通を経由し、京都駅に向かう、全長約11kmの路線である。路線名は下鴨線である。現在では7号系統同様河原町今出川以南での205号系統の補完的役割も担っている。
特4号系統は、上賀茂小学校前および左京区総合庁舎前を経由する。旅客案内上は「4｜松ヶ崎」あるいは「4｜上賀茂小」のように表示される。
沿線には、下鴨神社や上賀茂神社などの観光施設、及び京都府立文化芸術会館や京都コンサートホールなどの文化施設が所在するが、どちらかというと地元客の利用が主体である。また、京都府立医科大学、京都工芸繊維大学、ノートルダム女子大学などの大学も存在する。
当系統と接続する鉄道は、地下鉄烏丸線（京都駅・北山駅・松ヶ崎駅）、地下鉄東西線（京都市役所前駅）、京阪鴨東線・叡山電鉄（出町柳駅）、阪急京都線（京都河原町駅）、近鉄京都線・JR在来各線・東海道新幹線（京都駅）である。
2007年3月より京都バスに委託されていたが、2014年3月より再度直営化された。操車は西賀茂営業所にて直接行っている。
沿革（14、旧16、17甲、34、54、213号系統含む）
本系統は、昔から京都駅や市内中心部と左京区下鴨地区、北区上賀茂地区を結ぶ役割を担っていた。同様の系統としては、14号系統があり、こちらは当系統は、昔から京都駅や市内中心部と左京区下鴨地区、松ヶ崎地区を結ぶ役割を担っていた。4号系統と14号系統は、京都駅前 - 北園町間で共通の経路を通り、ダイヤも調整していた。また、本系統の類似系統として、上賀茂神社 - 野々神町 - 祇園の54号系統も存在していた。54号系統は西賀茂営業所による運行だった。
- 1937年4月：(旧)16号系統を新設する。新設時の経路は、三哲車庫前（現：下京区総合庁舎前）- 河原町塩小路 - 河原町今出川 -（下鴨中通）- 農林学校前（現：府立大学前）- 上総町（現：烏丸北大路）である。
- 1938年4月：農林学校前 - 上総町を、農林学校前 - 一中前（現：洛北高校前）- 野々神町に変更する。
- 1944年5月：三哲（現：下京区総合庁舎前）- 河原町今出川間を廃止する。
- 1945年7月：4号系統に系統番号を変更する。
- 1947年12月：西洞院塩小路（現：下京区総合庁舎前）- 京都駅前 - 河原町塩小路 - 河原町今出川間を延長する。
- 1948年
  - 11月：4丙号系統を新設する。新設時の経路は、農林学校前 - 前萩町（現：北山駅前）- 野々神町である。
  - 12月：4丙号系統を廃止し、4甲号系統を新設する。新設時の経路は、西洞院塩小路 -（4号系統）- 野々神町 - 深泥池である。
- 1949年
  - 6月：4甲号系統の野々神町 - 深泥池間を休止する。
  - 8月：京都駅前 - 河原町塩小路 - 四条河原町を、京都駅前 - 四条烏丸 - 四条河原町に変更する。河原町今出川 -（下鴨中通）- 農林学校前 - 市電一中前（現：洛北高校前）を、河原町今出川 -（下鴨本通）- 市電一中前に変更する。
- 1950年4月：4甲号系統の野々神町 - 深泥池間を再開する。
- 1951年6月：4乙号系統を新設する。新設時の経路は、市電洛北高校前（現：洛北高校前）-（4号系統）- 河原町三条 - 三条京阪前である。
- 1952年
  - 3月：4乙号系統を廃止する。
  - 9月：4乙号系統を新設する。新設時の経路は、西洞院塩小路 - （4号系統） - 野々神町 - 宝ヶ池公園下である。
    - 土日祝日のみの運転、雨天時は運休。

  - 12月：4乙号系統を休止する。
- 1953年
  - 4月：4乙号系統を再開する。
  - 8月：4乙号系統は、宝ヶ池公園下 - 宝ヶ池公園間を延長する。
  - 12月：4乙号系統を休止する。
- 1954年
  - 4月：4乙号系統を再開する。
  - 8月
    - 4号系統を廃止し、4甲号系統を4号系統に系統番号を変更する。
    - 4甲号系統を新設する。新設時の経路は、西洞院塩小路 -（4号系統）- 北園町 - 松ヶ崎海尻町である。
    - 4乙号系統の西洞院塩小路 - 河原町三条を、三条京阪南口（現：三条京阪前）- 河原町三条に変更し、17甲号系統に系統番号を変更する。
- 1956年
  - 4月：4乙号系統を新設する。新設時の経路は、西洞院塩小路 -（4号系統）- 野々神町である。
  - 8月：17甲号系統を廃止する。
- 1957年5月：4甲号系統を14号系統に、4乙号系統を34号系統に系統番号を変更する。
- 1962年11月：N4号系統を新設する。新設時の経路は、三条京阪南口 - 河原町三条 -（4号系統）- 前萩町である。
- 1963年10月：54号系統を新設する。新設時の経路は、上賀茂神社前 - 上堀川車庫前（現：上堀川）- 野々神町 - 叡電前（現：出町柳駅前）- 塩小路高倉 - 京都駅前である。
- 1964年10月：54号系統は京都駅八条口 - 三哲間を延長する。
- 1970年12月：34号系統を廃止する。
- 1972年1月：N4号系統の三条京阪南口 → 河原町三条を、三条京阪南口 → 四条京阪前 → 四条河原町 → 河原町三条に変更する。
- 1973年1月：4号系統の前萩町 - 深泥池を、前萩町（ ← 下桜町（現：植物園北門前）← 上賀茂豊田町 ← ）深泥池に変更する。
- 1974年4月
  - 4、14号系統の京都駅八条口 - 三哲（現：下京区総合庁舎前）間を延長する。
  - 213号系統を新設する。新設時の経路は、四条烏丸市バスセンター - 烏丸今出川 - 烏丸車庫前（現：北大路バスターミナル）である。
- 1976年4月：213号系統の四条烏丸市バスセンター - 四条烏丸を、四条烏丸市バスセンター（ → （四条通） → ／ ← （綾小路通） ← ）四条烏丸に変更する。
- 1978年
  - 5月：54号系統は213号系統を統合、四条河原町 - 京都駅八条口間を廃止する。 改正後の経路は（甲 → ）上賀茂神社前 - 上堀川 - 北大路堀川 - 烏丸車庫前 - 四条烏丸 - 四条河原町 - 野々神町 - 上堀川 - 上賀茂神社前（ ← 乙）である。
  - 10月：N4号系統を廃止する。
- 1979年5月：4、14号系統の京都駅八条口 - 三哲間を廃止する。
- 1981年5月：54号系統は上堀川 - 烏丸車庫前 - 四条河原町間を廃止し、河原町三条 - 四条河原町を河原町三条（ → 四条河原町 → ／ ← 東山三条 ← ）祇園に変更する。
- 1983年11月：4、14号系統の運行営業所が、三哲支所から九条営業所となる。
- 1985年4月：14号系統の北園町 - 松ヶ崎海尻町を、北園町（ → 工芸繊維大前 → ／ ← 野々神町 ← ）松ヶ崎海尻町に変更する。
- 1996年3月：14号系統を4号系統に吸収し、廃止する。4号系統の北園町 - 野々神町を、北園町（ → 工芸繊維大前 → 松ヶ崎海尻町 → ／ ← 神殿町 ← ）野々神町に変更する。
- 1997年10月
  - 4号系統の保健局前（現：松ヶ崎泉川町） → 工芸繊維大学前 → 松ヶ崎海尻町 → 松ヶ崎道（現：松ヶ崎駅前）を、保健局前 → 松ヶ崎駅前に変更する。
  - 54号系統を廃止する。
- 2001年3月
  - 上賀茂神社前 - 上賀茂松本町間を延長する（これは廃止となった同区間を運行する特北3号系統の代替によるものである）。
  - 上賀茂松本町 → 植物園北門前 → 北山駅前を、上賀茂松本町 → 上賀茂豊田町 → 深泥池 → 北山駅前に変更する。
  - 河原町三条 - 下京区総合庁舎前間を、河原町三条（ → 四条河原町 → 四条京阪前 → ）三条京阪前に変更する。
  - 運行営業所を西賀茂営業所に変更する。
- 2004年3月：四条河原町 -（直行）- 京都駅前間を延長する。この区間の途中停留所はすべて通過する。
- 2006年7月：河原町松原、河原町五条の各停留所に停車するようになる。
- 2009年3月：河原町五条 - 京都駅前間の直行運転を取りやめ、河原町正面、七条河原町、塩小路高倉の各停留所に停車する。
- 2013年3月23日
  - 4号系統の北園町 → 左京区総合庁舎前 → 野々神町を、北園町 → 神殿町 → 野々神町に変更する。
  - 特4号系統を新設する。新設時の経路は、上賀茂神社前 - （4号系統） - 上賀茂石計町 - 上賀茂小学校前 - 上賀茂豊田町 - （4号系統） - 野々神町 - 左京区総合庁舎前 - 北園町 - （4号系統） - 京都駅前。
- 2017年9月22日：4・特4号系統往路の下岸町停留所が休止となる。
- 2020年3月20日：西賀茂車庫前 - 上賀茂神社間延伸[3]。上賀茂神社操車場での取扱終了[3]。
- 2021年3月20日：上賀茂神社前広場の乗り入れを開始[4]。

停留所およびダイヤ
左京区総合庁舎経由の便と神殿町経由の便、それぞれを30分間隔で運行している。
北園町以南では併せて15分間隔で運行。

### 9・快速9号系統
経路
- 9号：西賀茂車庫前 - 上賀茂御薗橋 - 一条戻橋・晴明神社前 - 二条城前 - 七条堀川 - 下京区総合庁舎前 - 京都駅前
- 快速9号：西賀茂車庫前 → （各停） → 北大路堀川 → 堀川今出川 → 堀川丸太町 → 二条城前 → 堀川御池 → 四条堀川 → 堀川五条 →　七条堀川 → 京都駅前

概要
9号系統は、西賀茂車庫から北区大宮地区、堀川通を経由して、京都駅までを結んでいる、全長約10kmの路線である。路線名は堀川線である。これらの地区から京都駅に行く場合、1号系統、37号系統などを利用して北大路バスターミナルで地下鉄烏丸線に乗り継いで行くより運賃が安く、乗り換えも不要である。そのため、四条通界隈の繁華街を通らないにもかかわらず、利用者数、本数とも非常に多い。12号系統、50号系統とともに堀川通の主幹路線である。
当系統は、その路線の大部分を、堀川通を上賀茂御薗橋から塩小路通までひたすら南北に走る部分が占めている。鉄道との接続箇所は少なく、京都駅以外では地下鉄東西線（二条城前駅）と接続する堀川御池でのみである。四条堀川では阪急京都本線（大宮駅）と京福嵐山線（四条大宮駅）に接続しているが、若干離れており直接の乗り継ぎ停留所とは言いがたい（乗り換え案内の放送はされていない）。当系統は生活路線としての役割が主体であるが、沿線には西本願寺、二条城、晴明神社、西陣織会館、上賀茂神社などの観光施設や、SCREENホールディングス本社（最寄停留所：堀川鞍馬口）も存在する。
平日・土曜日・休日とも、昼間は10分間隔で運行している。また、最終バスも他系統に比べて比較的遅い。
1988年6月から2011年3月まで、（旧）快速9号系統が運行されていた。西賀茂車庫前 - 北大路堀川間は各停留所で停車し、北大路堀川 - 京都駅前間は主要停留所（堀川寺ノ内、堀川今出川、堀川中立売、堀川丸太町、堀川御池、四条堀川、堀川五条、七条堀川）のみ停車していたが、2011年3月改正で9号系統に統合された。その後、2024年6月のダイヤ改正で（新）快速9号系統が新設された。同系統は、旧系統と比較すると二条城前に停車するのに対し堀川寺ノ内、堀川中立売は通過する点が異なる。
沿革
当系統は、西賀茂営業所が誕生した1970年以降、現在の西賀茂車庫前 - 京都駅前で運行としており、京都駅付近を除き経路変更は行なわれていない。
- 1950年10月：9号系統を新設する。新設時の経路は、西洞院塩小路（現：下京区総合庁舎前）- 京都駅前 - 烏丸七条 - 七条堀川 - 堀川上立売 - 大宮上立売 - 大徳寺前 - 北大路堀川 - 上賀茂御薗橋である。
- 1951年9月：堀川上立売 - 大徳寺前 - 北大路堀川を、堀川上立売 - 堀川鞍馬口 - 北大路堀川に変更する。
- 1955年6月：西洞院塩小路 - 京都駅前間を廃止する。起終点を変更する。
- 1962年11月：N9号系統を新設する。新設時の経路は、上賀茂神社前 - 四条堀川 - 四条大宮である。
- 1967年6月：西賀茂山ノ前町 - 上賀茂御薗橋を延長する。
- 1970年12月：当営業所開設に伴い、西賀茂山ノ前町 - 上賀茂御薗橋を、上賀茂御薗橋 - 西賀茂車庫に変更する。
- 1973年1月：七条堀川 - 烏丸七条 - 京都駅前を、七条堀川 - 三哲（現：下京区総合庁舎前）- 京都駅前に変更する。
- 1976年4月：2号系統との連結運行を開始する（西賀茂車庫前 -（9号系統）- 京都駅前 -（2号系統）- 西賀茂車庫前）。
- 1978年10月：N9号系統を9号系統に統合する。
- 1981年5月：2号系統との連結運行を廃止する。
- 1988年6月：快速9号系統を新設する。経路は9号系統と同じで、北大路堀川 - 京都駅前が快速運転（停車停留所は堀川今出川、堀川丸太町、堀川御池、四条堀川、堀川五条、七条堀川）であった。
- 1989年7月：快速9号系統の停車停留所に堀川寺ノ内、堀川中立売を追加する。
- 2006年3月：快速9号系統の運行を平日朝のみとする。
- 2011年3月：快速9号系統を9号系統に統合する。
- 2024年6月：快速9号系統を平日朝に新設する。

### 12号系統
経路
- 12号：立命館大学前 - わら天神前 - 金閣寺道 - 北大路堀川 - 四条堀川 - 四条京阪前（ → ／ ← 祇園 ← 東山三条 ← ）三条京阪前

概要
12号系統は、祇園、三条京阪、四条河原町、四条烏丸といった市内中心部から堀川通、北大路通を経由して、金閣寺、立命館大学を結んでいる。路線名は堀川・四条線である。操車は、衣笠操車場にて行っている。均一区間系統の中では、同じ堀川通の主力路線である9号系統、50号系統と共に運行頻度が高い。
当系統と接続する高速鉄道は、地下鉄東西線（二条城前駅・三条京阪駅・東山駅）、地下鉄烏丸線（四条駅）、阪急京都線（烏丸駅）、京阪本線（三条駅・祇園四条駅）である。JR西日本および近鉄とは接続していない。
当系統は、金閣寺、大徳寺、西陣織会館（最寄停留所：堀川今出川）、二条城、八坂神社（最寄停留所：祇園）、知恩院など、観光施設が多い。前述のとおり、繁華街である四条通界隈を通っているため、安定した観光需要がある。
2001年3月から2014年3月までの間、梅津営業所に移管され、京阪バスに委託されていた。
沿革
当系統は、長期にわたって三条京阪から堀川通を経由して金閣寺を結ぶ路線である。1980年代までは祇園、三条京阪付近の経路が頻繁に変わっていた。
- 1952年
  - 5月：12号系統を新設する。新設時の経路は、三条京阪南口（現：三条京阪前）- 河原町三条 - 烏丸御池 - 烏丸今出川 - 北野白梅町である。
  - 7月：北野白梅町 - 御室仁和寺間を延長する。
  - 12月
    - 12号系統の河原町三条 - 烏丸御池 - 烏丸今出川を、河原町三条 - 河原町今出川 - 烏丸今出川に変更する。
    - 12甲号系統を新設する。新設時の経路は、三条京阪南口（現：三条京阪前）- 河原町三条 - 河原町今出川 - 北野白梅町 - 御室仁和寺である。
- 1953年7月
  - 12号系統の千本今出川 - 北野白梅町 - 御室仁和寺を、千本今出川 - 千本北大路に変更する。
  - 12甲号系統を廃止する。
- 1957年10月：千本北大路 - 北大路堀川 - 四条堀川 - 河原町三条間を延長する。
- 1958年10月：若松町 - 三条京阪南口間を延長する。
- 1959年6月：衣笠御所ノ内町（北大路通と西大路通の交差点）- 千本北大路間を延長する。
- 1961年8月：衣笠御所ノ内町 - わら天神前 - 金閣寺前 - 衣笠御所ノ内町間、四条河原町 - 四条京阪前 - 新橋 - 三条京阪南口間を延長する。四条河原町 - 河原町三条 - 三条京阪南口 - 河原町三条 - 河原町今出川 - 千本今出川 - 千本北大路間を廃止する。
- 1962年8月：千本北大路 - 金閣寺前 - 千本北大路を、衣笠グランド前（現：立命館大学前）- 市電金閣寺道（現：金閣寺道）- 千本北大路に変更する。
- 1965年11月：12甲号系統を新設する。新設時の経路は、立命館大学理工学部前（現：立命館大学前）- 市電金閣寺道（現：金閣寺道）- 千本北大路 - 北大路堀川 - 四条堀川 - 四条烏丸市バスセンター（現：四条烏丸）である。
- 1969年10月：12甲号系統を廃止する。
- 1976年12月：12甲号系統を新設する。新設時の経路は、衣笠（現：立命館大学前）- 市電金閣寺道（現：金閣寺道）- 千本北大路 - 千本今出川 - 堀川今出川 - 四条堀川 - 四条京阪前 - 新橋（ → 若松町 → ／ ← （三条花見小路） ← ） 三条京阪南口（現：三条京阪前）である。
- 1981年5月：12甲号系統を廃止する。
- 1982年9月：四条京阪前 - 三条京阪前を、四条京阪前 - 祇園 - 東山三条 - 三条京阪前に変更する。15号系統との連結運転を開始する。
- 1997年10月：四条京阪前 - 三条京阪前を、四条京阪前（ → 三条京阪前 → ／ ← 祇園 ← ）東山三条に変更する。15号系統との連結運転を終了する。
- 2020年3月20日：立命館大学前 - 金閣寺前 - 金閣寺道を、立命館大学前 - わら天神前 - 金閣寺道に変更[3]。

### 15号系統
経路
- 15号：立命館大学前 - わら天神前 - 西ノ京円町 - 千本丸太町 - 二条駅前 - 京都市役所前 - 河原町三条（ → 四条河原町 → 四条京阪前 → ／ ← ）三条京阪前

概要
15号系統は、三条京阪から御池通、西ノ京円町を経由して、北区西部衣笠地区にある立命館大学を結ぶ路線である。路線名は御池線である。操車は、衣笠操車場にて行っている。
御池通を比較的長距離走行し、地下鉄東西線と三条京阪駅-二条駅間で競合している。そのため、1997年10月の地下鉄東西線開通時に、運転本数がほぼ半減された。
なお、三条京阪前 - 立命館大学前間には他に12号系統、51号系統、59号系統も運転されているが、ダイヤ上の所要時間は15号系統が最も短い。
なお、快速15号系統は梅津営業所が運行している。
沿革
当系統は、長期にわたって三条京阪から御池通を経由して衣笠地区を結ぶ路線である。
- 1952年
  - 5月：15号系統を新設する。新設時の経路は、祇園 - 東山三条 - 河原町三条 - 二条駅前 - 千本丸太町 - 西ノ京円町である。
  - 10月：祇園 - 東山三条 - 三条京阪前を、祇園 - 祇園花見小路（現：廃止）- 若松町（現：廃止）- 三条京阪南口（現：三条京阪前）- 三条京阪前に変更する。
  - 12月：三条京阪南口 - 祇園を廃止する。
- 1953年7月：15甲号系統を新設する。新設時の経路は、三条京阪前 - 河原町三条 - 二条駅前 - 千本丸太町 - 西ノ京円町 - 西ノ京伯楽町（現：伯楽町）である。
- 1954年8月：15号系統は西ノ京円町 - 北野白梅町 - 千本北大路を延長する。
- 1955年10月：15甲号系統を廃止する。
- 1958年10月：若松町 - 三条京阪南口を延長する。
- 1959年
  - 5月：わら天神前 - 千本北大路を、わら天神前（ → 桜木町 → ／ ←市電金閣寺前（現：金閣寺道）← ）金閣寺前に変更する。
  - 6月：若松町 - 三条京阪南口を廃止する。わら天神前（ → 桜木町 → ／ ←市電金閣寺前 ← ）金閣寺前を、わら天神前 - 衣笠グランド前（現：立命館大学前）- 金閣寺前に変更する。
  - 7月：15甲号系統を新設する。新設時の経路は、金閣寺前 - 市電金閣寺前 - 西ノ京円町 - 千本丸太町 - 二条駅前 - 河原町三条 - 三条京阪南口である。
  - 9月：15甲号系統を廃止する。
- 1962年8月：金閣寺前 - 衣笠グランド前を廃止する。
- 1982年9月：12号系統との連続運行を開始する。
- 1997年10月：12号系統との連続運行を終了する。
- 2003年3月：京都市役所前 - 河原町三条 - 三条京阪前を、京都市役所前（ → 河原町御池 → ／ ← 河原町三条 ← ）三条京阪前に変更する。
- 2004年3月：京都市役所前（ → 河原町御池 → ／ ← 河原町三条 ← ）三条京阪前を、京都市役所前 - 河原町三条（ → 四条河原町 → 四条京阪前 → ／ ← ）三条京阪前に変更する。
- 2007年3月：臨15号系統を新設する。新設時の経路は、三条京阪前 →（直行）→ 二条駅前 →（直行）→ 西ノ京円町 →（直行）→ 北野白梅町 →（直行）→ 立命館大学前。立命館大学開校日の平日のみ運転する。
- 2024年6月：臨15号系統は快速15号に系統変更し梅津営業所（委託）に移管する。

地下鉄東西線開通以前は12号系統と同じ運用体制（三条京阪行き12号系統を運行後、立命館大学前行き15号系統を運行、またはその逆）を組んでいた。つまり、地下鉄東西線開通以前は12号系統と同水準の運行頻度を確保していた。
運行営業所は、1981年5月までは梅津営業所、1981年5月-2007年3月は西賀茂営業所、2007年3月-2014年3月は九条営業所（京阪バス委託）である。
停留所およびダイヤ
平日・土休日問わず、昼間は30分間隔で運行している。また、当系統では1994年以降、リフト付きバスも運行されていたが、2011年3月以降はリフト付きバスは運用されなくなった。これは、当営業所の京阪バス委託で運用されるリフト付きバスが梅津営業所に転属したからである。

### 37号系統
経路
- 37号：西賀茂車庫前 - 上賀茂御薗橋 - 北大路堀川 - 北大路バスターミナル - 出雲路橋 - 河原町今出川 - 河原町三条（ → 四条河原町 →  四条京阪前 →／  ← ）三条京阪前

概要
37号系統は、北区大宮地区から、堀川通、北大路バスターミナル、加茂街道、河原町通を経由して四条河原町や三条京阪といった市内中心部を結ぶ、全長約10kmの路線である。路線名は加茂川線である。
現在のこの路線は、旧37号系統および北2号系統と別の路線だったものを、1997年10月に統合したものである。1号系統が出町柳駅前までになったために西賀茂車庫前 - 三条京阪前（四条河原町）を結ぶ唯一の路線となった。なお、河原町今出川（出町柳駅前）- 北大路バスターミナル - 西賀茂車庫前は1号系統よりも運行距離も短く、所要時間も短い。
当系統と接続する高速鉄道は、地下鉄烏丸線（北大路駅）、地下鉄東西線（京都市役所前駅）、阪急京都線（京都河原町駅）、京阪本線・鴨東線 （祇園四条駅・三条駅・出町柳駅）である。JR西日本とは接続していない。
沿革（2, 旧4, 旧6, 旧10, 北2号系統含む）
本系統と統合され廃止となった北2号系統の前身である2号系統は、京都駅と西賀茂車庫を烏丸通経由で結ぶ路線であった。なお、同じく西賀茂車庫前 - 京都駅前間を運行していた9・快速9号系統とは、共通の運用となっていた。
1981年に北2号系統となった当初は高頻度の運行であったが、大宮地区および堀川通沿いの利用者は、京都駅方面へは地下鉄の乗り換えが必要ない9号系統を利用する傾向があったため、北2号系統はダイヤ改正ごとに本数を減らしていた。そして結局、1997年10月に37号系統に統合される形で廃止となった。廃止時は西賀茂営業所が運行していたが、1981年5月 - 1986年3月は烏丸営業所による運行であった。37号系統は、1970年以降変わらず西賀茂営業所が運行している。
- 1928年5月：4号系統を新設する。新設時の経路は、今出川大宮（ → 堀川今出川 → 堀川上立売 → ）大宮上立売 - 大宮鞍馬口 - 大徳寺前である。
- 1929年
  - 1月：大徳寺前 -（旧大宮通）- 待鳳校前（現：下緑町 - 常徳寺前間）間を延長する。
  - 5月：京都駅前 - 烏丸今出川 - 大宮今出川間を延長する。
- 1931年12月：上賀茂御薗橋 - 待鳳校前間を延長する。
- 1932年1月：大徳寺前 -（旧大宮通）- 待鳳校前を、大徳寺前 -（新大宮通）- 待鳳校前に変更する。
- 1935年3月：10号系統に系統番号を変更する。
- 1936年5月：烏丸今出川 - 今出川大宮 - 大徳寺前 - 上賀茂御薗橋を、烏丸今出川 - 上総町（現：烏丸北大路）- 北大路堀川 - 上賀茂御薗橋に変更する。
- 1944年5月：京都駅前 - 烏丸車庫前（現：北大路バスターミナル）間を廃止する。起終点を変更する。
- 1945年7月：2号系統に系統番号を変更する。
- 1947年11月：烏丸車庫前 - 京都駅前 - 西洞院塩小路間を延長する。
- 1948年11月：太田神社 - 上賀茂御薗橋間を延長する。
- 1949年
  - 4月：祇園発着便を新設する。新設時の経路は、上賀茂御薗橋 - 北大路堀川 - 烏丸車庫前 - 四条烏丸 - 祇園である。
  - 6月：太田神社 - 上賀茂御薗橋間、京都駅前 - 西洞院塩小路間を廃止する。祇園発着便を6号系統に系統番号変更する
- 1950年10月：2号系統は西洞院塩小路 - 京都駅前間を延長する。
- 1953年7月：6号系統は上賀茂御薗橋 - 上賀茂神社前間を延長する。
- 1955年
  - 6月
    - 2号系統は京都駅前 - 西洞院塩小路間を廃止する。
    - 6号系統は上賀茂御薗橋 - 上賀茂神社前間を廃止する。

  - 12月：6号系統は上賀茂御薗橋 - 上賀茂神社前間を延長する。
- 1956年
  - 8月：6号系統は祇園石段下 - 東山七条間を延長する。
  - 9月：37号系統を新設する。新設時の経路は、上賀茂御薗橋 - 東高縄町 - 内河原町 - 下総町 - 出雲路橋 -（寺町通）- 寺町今出川 - 河原町今出川 - 河原町三条 - 三条京阪南口（現：三条京阪前）である。
- 1964年11月：6号系統は東山七条 - 東福寺 - 二ノ橋間を延長する。
- 1967年6月：2号系統は西賀茂山ノ前町 - 上賀茂御薗橋間を延長する。
- 1965年7月：37号系統の上賀茂御薗橋 - 加茂川中学前を、上賀茂神社前 - 加茂川中学前に変更する。
- 1969年
  - 1月：6号系統の東福寺 - 二ノ橋を東福寺 - 春日町 - 京都駅八条口に変更する。
  - 10月
    - 37号系統の出雲路橋 -（寺町通）- 寺町今出川 - 河原町今出川を、出雲路橋 -（加茂街道）- 河原町今出川に変更する。
    - 37甲号系統を新設する。詳しくは北3号系統を参照。
- 1970年12月：当営業所開設に伴い、2号系統の西賀茂山ノ前町 - 上賀茂御薗橋を、上賀茂御薗橋 - 西賀茂車庫前に変更する。
- 1976年4月：2号系統と9号系統との連結運行を開始する（西賀茂車庫前 -（2号系統）- 京都駅前 -（9号系統）- 西賀茂車庫前）。
- 1978年10月：6号系統の祇園 - 東福寺 - 京都駅八条口を祇園 - 東山仁王門（ → ／ ← 東山二条 ← ）岡崎公園前に変更する。
- 1981年5月
  - 2号系統の烏丸車庫前 - 京都駅前間を廃止し、9号系統との連結運行を廃止する。北2号系統に系統番号を変更する。
  - 6号系統を廃止する。
- 1990年5月
  - 37号系統の河原町三条 - 三条京阪前を、河原町三条（ → ／ ← 四条河原町 ← 四条京阪前 ← ）三条京阪前に変更する。
  - 特37号系統を新設する。新設時の経路は、上賀茂神社前 -（37号系統）- 出雲路神楽町（ → 河原町今出川 → ）出町柳駅前である。
- 1996年3月：特37号系統を廃止する。
- 1997年10月：北2号系統を37号系統に吸収し、廃止する。37号系統の上賀茂神社前 - 加茂川中学前を、西賀茂車庫前 - 大宮総門口町 - 上賀茂御薗橋 - 加茂川中学前に変更する。東高縄町 - 内河原町 - 北大路駅前（現：烏丸北大路）を、東高縄町 - 北大路堀川 - 北大路駅前に変更する。河原町三条（ → ／ ← 四条河原町 ← 四条京阪前 ← ）三条京阪前を、河原町三条（ → 四条河原町 → 四条京阪前 → ／ ← ）三条京阪前に変更する。
- 1999年3月：特37号系統を新設する。新設時の経路は、西賀茂車庫前 - 上賀茂神社前 - 上賀茂御園橋 -（37号系統）- 三条京阪前である。
- 2001年3月：4号系統の経路変更に伴い、特37号系統を廃止する。
- 2007年4月：朝日放送が当時37号系統の区間便（西賀茂車庫→北大路バスターミナル）として運転された「幽霊バス」に関するスクープを報道、京都市交通局労働組合幹部によるヤミ専従逃れ（京都市幽霊バス問題）として批判される[5]。
- 2009年3月：金曜、土曜日夜間ダイヤの増強を行う。
- 2010年3月：特37号系統を新設する。新設時の経路は、西賀茂車庫前 - 大宮総門口町 - 大宮交通公園前 - 下岸町 - 北大路堀川 - 北大路バスターミナルである。
  - 詳しくは特37号系統を参照。

停留所およびダイヤ
平日・土曜日・休日とも、昼間は15分間隔で運行している。また、最終バスも比較的遅く、市電代替路線や西ブロック系統を除けば、23時以降も営業運転しているのは、37号系統以外では北1号系統、1号系統、5・快速5号系統、9・快速9号系統、17号系統、46号系統と循環系統（200番台）のみである。なお最終バスが遅いのは、北2号系統時代からである。

### 46号系統
経路
- 46号：西賀茂車庫前 - 御薗口町 - 上賀茂神社前 - 下岸町 - 大宮交通公園前 - 今宮神社前 - 佛教大学前 - 四条大宮 - 祇園 - 東山三条（ → 東山仁王門 → ／ ← 神宮道 ← ）岡崎公園ロームシアター京都・みやこめっせ前
- 特46号：西賀茂車庫前 - （46号） - 四条京阪前 -（ → 三条京阪前 → ／ ← 祇園 ← ）東山三条

概要
46号系統は、西賀茂車庫から北区大宮地区、千本通を経由して、四条烏丸、四条河原町といった市内中心部、平安神宮を結んでいる、全長約12kmの路線である。路線名は千本・四条線である。
岡崎公園ロームシアター京都・みやこめっせ前行きは「平安神宮」の行先表示で運転されるが、2012年3月14日のダイヤ改正まで、「平安神宮前」という名称の停留所はなく、京都会館美術館前（現：岡崎公園ロームシアター京都・みやこめっせ前、岡崎公園美術館・平安神宮前）停留所が平安神宮の最寄りであった。同日のダイヤ改正で、当停留所のうち二条通沿いのものが「京都会館美術館・平安神宮前」と改称され、さらに2014年3月22日のダイヤ改正で「岡崎公園ロームシアター京都・みやこめっせ前」と再改称された。京都国立近代美術館と京都市美術館の前に残っていた京都会館美術館前停留所も、同日「岡崎公園美術館・平安神宮前」に改称された。
当系統と接続する鉄道路線は、地下鉄烏丸線（四条駅）、地下鉄東西線（二条駅・東山駅）、阪急京都線（大宮駅・烏丸駅・京都河原町駅）、京阪本線（祇園四条駅）、嵐電（四条大宮駅）、JR嵯峨野線（二条駅）である。また沿線には佛教大学があるため、学生の利用も多い。
2024年6月のダイヤ改正より、夜間の便で岡崎公園を経由しない特46号系統を新設した。旅客案内上は「46｜三条京阪」と表示される。
沿革
本系統は、新設当初より祇園・四条通界隈から千本通を経由して上賀茂神社を結んでいた。上賀茂神社から祇園の経路は当初のままだが、東山三条付近の経路が度々変更されている。なお、1972年以降、西賀茂営業所が運行している。
- 1969年1月：16甲号系統を新設する。新設時の経路は、上賀茂神社前 - 下岸町 - 大宮御土居（現：大宮交通公園前）- 今宮神社前 - 船岡山 - 千本北大路 - 四条大宮 - 四条京阪前（ ← 四条花見小路 ／ → 祇園 ）である。
  - 往路は祇園行、復路は四条花見小路始発で運行。
- 1970年12月：46号系統に系統番号を変更する。
- 1972年
  - 1月：祇園 - 東山二条間を延長する。
  - 9月：今宮神社前 - 船岡山 - 千本北大路を、今宮神社前 - 南木ノ畑町（現：佛教大学前）- 千本北大路に変更する。
- 1973年1月：東山仁王門 - 東山二条（現：東山二条・岡崎公園口）を、東山仁王門（ ← 東山二条 ← ）岡崎公園前に変更する。 
  - 東山二条降車停留所を東山仁王門に名称変更し、回送区間を営業運転する。
- 1987年11月：東山仁王門 → 岡崎公園前 → 東山二条 → 東山仁王門を、東山仁王門 → 京都会館美術館前 → 東山二条 → 東山仁王門に変更する。
- 1997年10月：東山仁王門 → 京都会館美術館前 → 東山二条 → 東山仁王門 → 東山三条を、東山仁王門 → 動物園前（現：岡崎公園動物園前）→ 京都会館美術館前 → 神宮道 → 東山三条に変更する。
- 1999年3月：東山仁王門 → 動物園前 → 京都会館美術館前を、東山仁王門 → 京都会館美術館前に変更する。
- 2020年3月20日：西賀茂車庫前 - 上賀茂神社間延伸[3]。上賀茂神社操車場での取扱終了[3]。
- 2021年3月20日：上賀茂神社前広場の乗り入れを開始[4]。
- 2024年6月1日：特46号系統を新設する。新設時の経路は、西賀茂車庫前 - （46号） - 四条京阪前 -（ → 三条京阪前 → ／ ← 祇園 ← ）東山三条[1]。

停留所およびダイヤ
昼間は平日・土曜日・休日とも12分間隔で運行している。均一区間系統の中では比較的運行頻度が高い。また、最終バスも比較的遅く、市電代替路線や西ブロック系統を除けば23時以降も営業運転しているのは、46号系統以外では北1号系統、1号系統、5・快速5号系統、9・快速9号系統、17号系統、37号系統のみである。
休日は東山通の観光渋滞に巻き込まれることと、比較的長距離路線であることから、遅延が多い。また四条通・千本通を大回りするため所要時間はかなり長めである。

### 51号系統
経路
- 51号：立命館大学前 - 小松原児童公園前 - 北野白梅町 - 烏丸今出川 - 烏丸御池 - 京都市役所前 - 河原町三条（ → 四条河原町 →  四条京阪前 → ／ ← ）三条京阪前

概要
51号系統は、立命館大学前から今出川通、烏丸通を経由して、三条京阪前とを結ぶ路線である。衣笠操車場にて操車を行っている。地下鉄烏丸線とは、今出川駅 - 烏丸御池駅間で競合しているため、本数は比較的少ない。また、四条烏丸以北で2駅間以上烏丸線と競合するのは、51号系統と65号系統のみである。
沿革
- 1981年5月：51号系統を新設する。新設時の経路は、衣笠（現：立命館大学前）- 小松原児童公園前 - 北野白梅町 - 烏丸今出川 - 烏丸御池 - 河原町三条 - 三条京阪前である。
- 1982年9月：特51号系統を新設する。新設時の経路は、衣笠 -（51号系統）- 烏丸御池 - 四条烏丸 - 四条河原町 - 河原町三条 - 三条京阪前である。
- 1997年10月
  - 51号系統は烏丸御池 - 河原町三条 - 三条京阪前を、烏丸御池（ → 河原町三条 → ／ ← 四条烏丸 ← ） 四条河原町に変更する。
  - 特51号系統を廃止する。
- 2015年9月19日：烏丸通～川端通間の四条通歩道拡幅整備による渋滞対策とバスの定時性向上を図る為、烏丸御池（ → 河原町三条 → ／ ← 四条烏丸 ← ） 四条河原町を、烏丸御池 - 河原町三条（ → 四条河原町 →  四条京阪前 → ／ ← ）三条京阪前に変更する。

運行営業所は、1981年5月-1986年3月が烏丸営業所、1986年3月-2006年3月が西賀茂営業所、2006年3月-2007年3月が梅津営業所、2007年3月-2014年3月は九条営業所（京阪バス委託）である。
停留所およびダイヤ
平日・土曜日・休日問わず、昼間は60分毎に運行している。往路の最終便およびその1本前は、四条河原町までで、四条河原町より46号系統となる。

### 55号系統
経路
- 55号：立命館大学前 - わら天神前 - 北野白梅町 - 千本今出川 - 四条大宮 - 四条烏丸

概要
当系統は、千本通、今出川通を経由して、立命館大学を結ぶ路線である。路線名は四条・衣笠線である。衣笠操車場にて操車を行っている。全線にわたって並行する路線が多いため、55号系統としての独自の役割は、阪急京都線大宮駅と立命館大学との通学輸送である。
沿革（旧202号系統含む）
- 1972年1月：202号系統を新設する。新設時の経路は、北野白梅町 - 千本今出川 - みぶ（現：みぶ操車場前）- 祇園 - 東山二条である。
- 1973年1月：東山仁王門 - 東山二条（現：東山二条・岡崎公園口）を、東山仁王門（ → ／ ← 東山二条 ← ）岡崎公園前に変更する。
- 1976年4月：衣笠（現：立命館大学前）- わら天神前 - 北野白梅町を延長する。東山仁王門（ → ／ ← 東山二条 ← ）岡崎公園前を、東山仁王門 - 百万遍 - 千本今出川に変更する。
- 1978年10月：千本今出川 - 百万遍 - 熊野神社前を、錦林車庫前 - 東天王町 - 熊野神社前に変更する。
- 1981年5月：202号系統を廃止し、55号系統を新設する。新設時の経路は、四条烏丸 - 四条大宮 - みぶ - 千本今出川 - 北野白梅町 - わら天神前 - 衣笠である。
- 1987年11月：四条大宮 - 四条烏丸を廃止し、起終点を変更する。みぶ - 四条大宮を、みぶ（ →（壬生川通）→（四条通）→	 ／ ←（後院通）← ）四条大宮に変更する。
- 1996年3月：四条大宮  - 四条烏丸を延長する。みぶ（ →（壬生川通）→（四条通）→ ）四条大宮を、みぶ →（後院通）→ 四条大宮に変更する。

55号系統は、1981年5月 - 1986年3月は梅津営業所、1986年3月 - 1986年10月は烏丸営業所、1999年3月 - 2007年3月は西賀茂営業所、2007年3月-2014年3月は九条営業所（京阪バス委託）による運行であった。
停留所およびダイヤ
平日の昼間は30分毎、土曜日・休日は40分毎に運行している。

### 67号系統
経路
- 67号：西賀茂車庫前 - 御薗口町 - 上賀茂神社前 - 下岸町 - 四条堀川 - 西大路四条 - 京都外大前 - 松尾橋

概要
67号系統は、西賀茂車庫から西賀茂橋、堀川通、四条通を経由して、右京区西院・梅津地区を結ぶ路線である。路線名は、上賀茂線である。京都市の北区の郊外と右京区の郊外を、京都駅・四条烏丸・四条河原町といった中心部の主要ターミナルを経由せずに結んでいる。このような路線は、かつては61号系統、76号系統、92号系統があったが、いずれも廃止されている。67号系統は廃止されずに平日朝夕ラッシュ時のみ運行の路線として残っているが、これは、沿線に日新電機本社や三菱自動車工業京都工場（最寄停留所：南広町）があり、これらの通勤需要がまとまって存在するためである。
沿革
- 1965年3月：新設する。新設時の経路は、四条車庫前（現：四条御前通）- 四条堀川 - 上賀茂神社前である。
- 1969年10月
  - 67号系統は、梅津車庫前（現：京都外大前）- 四条御前通間を延長する。
  - 67甲号系統を新設する。新設時の経路は、松尾橋 - 梅津車庫前 -（67号系統）- 上賀茂神社前である。
- 1981年5月：67甲号系統を67号系統に統合し、廃止する。梅津車庫前 - 松尾橋間を延長する。梅津営業所から西賀茂営業所に移管する。
- 2001年3月：平日・土曜の朝夕のみの運行になる。
- 2007年3月：京都バスへの委託系統となる。
- 2012年3月14日：平日の朝夕のみの運行になる。
- 2014年3月22日：京都市交通局直営に戻る。
- 2020年3月20日：西賀茂車庫前 - 上賀茂神社間延伸[3]。上賀茂神社操車場での取扱終了[3]。
- 2021年3月20日：上賀茂神社前広場の乗り入れを開始[4]。

停留所およびダイヤ
平日の朝に3往復、夕方に2往復の運行のみで、土休日は全面運休となる。2001年3月以降、従来の毎日・終日運行から、平日・土曜の朝夕ラッシュ時のみの運行となり、2012年3月改正より土曜日の運行がなくなった。停留所位置の都合上、四条堀川停留所は復路のみの停車となる。

### 102号系統
経路
- 102号系統：錦林車庫前 - 銀閣寺道 - 百万遍 - 出町柳駅前 - 河原町今出川 - 烏丸今出川 - 堀川今出川 - 千本今出川 - 北野白梅町 - （→等持院東町/←衣笠校前）- わら天神前 - 金閣寺道 - 大徳寺前 - 北大路バスターミナル

概要
102号系統は、錦林車庫前から銀閣寺を経由し、今出川通を進み、金閣寺を経由して北大路バスターミナルに至る路線である。「区間急行　楽洛 金閣寺･銀閣寺ライン」の愛称が付けられており、北野白梅町 - 北大路バスターミナル間は主要停留所のみ停車する。
2001年3月から2022年3月までは急行102号系統として運行されていた。同系統は2005年1月19日から外国人観光客誘致推進事業の一つとして実施されている洛バス系統のひとつとして運行されていた。同系統に用いられる車両は、秋の紅葉をイメージした黄色のラッピングが施されていた。
沿革
- 2001年3月：急行102号系統を新設する。新設時の経路は、錦林車庫前 - 銀閣寺道 - 出町柳駅前 -（葵橋）- 河原町今出川 - 烏丸今出川 - 北野天満宮前 - 北野白梅町 - 金閣寺道 - 千本北大路（ →（今宮神社前）→ ／ ←（船岡山）← ）大徳寺道である。
- 2001年10月： 急行100号系統、急行101号系統、急行102号系統で統一ロゴを導入する。
- 2005年
  - 1月： 「外国人向け観光推奨バス」（洛バス/RAKU BUS）の運行を行う。対象となる系統は、本系統を含めた3系統である。
  - 3月：千本北大路（ →（今宮神社前）→ ／ ←（船岡山）← ）大徳寺道を千本北大路 - 北大路堀川 - 北大路バスターミナルに、出町柳駅前 -（葵橋）- 河原町今出川を出町柳駅前 -（加茂大橋）- 河原町今出川に変更する。起終点を変更する。
- 2007年3月：起終点を変更する。
- 2020年3月20日：出町柳駅前 -（加茂大橋）- 河原町今出川を出町柳駅前 -（葵橋）- 河原町今出川に、北野白梅町 →（西大路通）→ わら天神前を北野白梅町 → 等持院東町 → わら天神前に変更する。前乗り・先払い方式を導入する。
- 2022年3月19日：休止する[6]。
- 2024年6月1日：102号系統を新設する[1]。

停留所およびダイヤ
停車停留所は、錦林車庫前 - 北野白梅町の各バス停と、等持院東町（往路）、衣笠校前（復路）、わら天神前、金閣寺道、大徳寺前、北大路バスターミナルである。土休日ダイヤのみ運行。

## 撤退路線

### 2・北2号系統
37号系統を参照

### 5号系統
現在は九条営業所が運行

### 6号系統
現在は九条営業所が運行

### （旧）6号系統
運行していた区間
6：上賀茂神社前 - 加茂川中学前 - 北大路堀川 - 烏丸車庫前 - 四条烏丸 - 祇園 - 東山仁王門（ → ／ ← 東山二条 ← ）岡崎公園前
6甲： 烏丸車庫前 - 四条烏丸 - 祇園 - 東福寺 - 大石橋（ →八条竹田街道 → ／ ← 春日町 ← ）京都駅八条口
沿革（6号系統を含む）
- 1949年6月：6号系統を新設する。新設時の経路は上賀茂御薗橋 - 北大路堀川 - 烏丸車庫前 - 四条烏丸 - 祇園である。
- 1953年7月：上賀茂神社前 - 上賀茂御薗橋を延長する。
- 1955年
  - 6月：上賀茂神社前 - 上賀茂御薗橋を廃止する。
- 12月：上賀茂神社前 - 上賀茂御薗橋を延長する。
- 1956年8月：祇園 - 東山七条を延長する。
- 1964年11月：東山七条 - 東福寺 - 二ノ橋を延長する。
- 1969年1月：東福寺 - 二ノ橋を東福寺 - 春日町（現：東寺道） - 京都駅八条口に変更する。
- 1975年12月：6甲号系統を新設する。京都駅八条口 - 春日町 - 大石橋 - 東福寺 - 祇園 - 四条烏丸 - 烏丸車庫前（現：北大路バスターミナル）
- 1978年10月：6号系統の祇園 - 東福寺 - 京都駅八条口を祇園 - 東山仁王門（ → ／ ← 東山二条 ← ）岡崎公園前に変更する。
- 1979年5月：6甲号系統の大石橋 - 京都駅八条口を大石橋 - 京都駅八条口を大石橋（ → ／ ← 春日町 ← ）京都駅八条口に変更する。
- 1981年5月：6号・6甲号系統を廃止する。

概要
6号系統は西賀茂営業所が、6甲号系統は烏丸営業所の担当である。

### 31号系統
現在は九条営業所が運行

### 特37号系統
現在は烏丸営業所が運行

### 54号系統
4号系統を参照

### 65号系統
現在は九条営業所が運行

### 76号系統
運行していた区間
76：上賀茂神社前 - 加茂川中学前 - 北大路堀川 - 金閣寺道 - 西大路四条 - 梅津車庫前（現：京都外大前）
76甲：上賀茂神社前 - 加茂川中学前 - 北大路堀川 - 金閣寺道 - 西大路四条 - 梅津車庫前 - 松尾橋
沿革
- 1966年1月：76号系統を新設する。新設時の経路は西大路四条 - 北野白梅町 - 千本北大路 - 北大路堀川 - 上賀茂神社前である。
- 1968年5月：梅津車庫前 - 西大路四条を延長する。
- 1969年10月：76甲号系統を新設する。新設時の経路は松尾橋 - 梅津車庫前 - （76号系統） - 上賀茂神社前である。
- 1981年5月：76号・76甲号系統を廃止する。

### M1・特M1号系統
現在は梅津営業所が運行

### S1号系統
運行していた区間
S1：北野白梅町 - 北野天満宮前 - 堀川今出川 - 烏丸今出川 - 出町柳駅前
沿革
- 1999年9月：新設する。新設時の経路は、北野白梅町 - 北野天満宮前 - 堀川今出川 - 烏丸今出川 - 出町柳駅前である。
- 2000年
  - 5月：休止する。
  - 9月：再開する。
  - 11月：廃止する。

## 車両
1981年5月以降、原則的にシャーシは日野自動車製に統一してきたが、M1号系統専用のマイクロバス（現在は廃車）はいすゞ自動車製であった。現在は、一般競争入札の実施により国内4メーカーの車両が新製配置されている。
2016年現在、西賀茂営業所には以下の低公害バスが所属している。
- 日野LNG-HU8JLGP（2015年製、ノンステップ、電気式ハイブリッドバス）：2台

## 上堀川営業所
京都市営バス上堀川営業所（きょうとしえいバスかみほりかわえいぎょうしょ）は、京都市北区紫竹にあった京都市営バスの営業所である。
1970年12月の西賀茂営業所開設に伴い併合廃止された。

### 沿革
- 1936年4月：開設。
- 1945年9月：（旧）高野運輸事務所を併合。
- 1970年12月：廃止。